# Adina Anton
Adina Anton (ur. 6 października 1984) – rumuńska lekkoatletka, która specjalizowała się w skoku w dal.
Na początku kariery została w 2002 mistrzynią świata juniorek oraz w 2003 wicemistrzynią Europy juniorek. Podczas mistrzostw świata w Paryżu (2003) odpadła w eliminacjach. W 2004 była finalistką halowych mistrzostw świata oraz bez sukcesów startowała na igrzyskach olimpijskich. Sezon 2005 rozpoczęła od zdobycia brązowego medalu na halowych mistrzostwach Europy, a latem tego roku wywalczyła brąz mistrzostw Europy młodzieżowców. Odpadła w eliminacjach mistrzostw świata w Helsinkach (2005) oraz była czwarta na uniwersjadzie (2005). W 2006 bez powodzenia brała udział w halowych mistrzostwach świata oraz była piąta na mistrzostwach Europy. 
Wielokrotna uczestniczka i medalistka mistrzostw krajów bałkańskich, mistrzostw Rumunii oraz reprezentantka kraju w pucharze Europy.   
Rekordy życiowe: stadion – 6,80 (7 sierpnia 2004, Bukareszt); hala – 6,65 (6 lutego 2005, Bukareszt). 